# Giant's Causeway
Giant's Causeway (limba irlandeză: Clochán na bhFómharach) constă din ca. 40.000 de coloane de bazalt interconectate, fiind rezultatul unei erupții vulcanice care a avut loc acum ca. 60 de milioane de ani. Se găsește în County Antrim, pe partea de nord-est a Irlandei de Nord, cam 3 km la nord de orașul Bushmills. 
A fost trecut pe lista UNESCO a Patrimoniului Mondial în 1986.
Majoritatea coloanelor sunt hexagonale, dar pot fi găsite și coloane cu 4, 5, 7 sau opt fețe. Cea mai înaltă coloană este de ca. 12 metri, iar lava solidificată are uneori o grosime de până la 28 de metri.